# おいどんと
『おいどんと』は、NHK教育テレビジョンのプチプチ・アニメの枠で放送されている、1話5分の日本のストップモーション・アニメーション。新米力士のおいどんの日常を描く。

## 登場人物
おいどん
日本一の関取を目指す新米力士。どんな事にも一生懸命な努力家で、日々稽古に励んでいる。
おやかた
おいどんの親方。稽古は厳しいが、とても優しい性格。
はっけよい
稽古で行司を行うイヌ。頑張るおいどんを何時も応援している。

## スタッフ
出典：
- 監督 - 小岩洋貴（コイワシ）
- 音楽 - 福山めぐみ
- 編集 - 小川泉
- 脚本 - 森迪生

## 各話リスト
| 話数 | サブタイトル         | 初回放送日     |
| ---- | -------------------- | -------------- |
| 1    | おいどんと           | 2015年12月2日  |
| 2    | おいどんとゴロゴロ   | 2017年2月16日  |
| 3    | おいどんとたけのこ   | 2018年1月18日  |
| 4    | おいどんとぼくじゅう | 2018年10月22日 |
| 5    | おいどんとにんじゃ   | 2019年12月26日 |
| 6    | かざぐるま           | 2020年12月23日 |
| 7    | おいどんとおいも     | 2021年12月2日  |
| 8    | おいどんとつくもがみ | 2022年11月23日 |
| 9    | おいどんとこいのぼり | 2023年11月8日  |
| 10   | おいどんとおこめ     | 2024年12月11日 |